# 9358 Fårö
A 9358 Faro (ideiglenes jelöléssel 1992 DN7) a Naprendszer kisbolygóövében található aszteroida. Az UESAC program keretében fedezték fel 1992. február 29-én.